# 경화 (화폐)
경화, 하드 커런시(hard currency), 안전통화, 강통화(strong currency)는 거시경제학에서 신뢰할 수 있고 안정적인 가치 저장 수단 역할을 하는 전 세계적으로 거래되는 모든 통화이다. 통화의 경성 상태에 기여하는 요소에는 해당 국가의 법률 및 관료 제도의 안정성과 신뢰성, 부패 수준, 구매력의 장기적 안정성, 관련 국가의 정치적, 재정적 상황 및 전망, 발행 중앙은행의 정책 자세 등이 포함될 수 있다.
안전한 피난처 통화는 글로벌 위험 혐오의 움직임에 따라 위험 자산의 참조 포트폴리오에 대한 헤지 역할을 하는 통화로 정의된다. 반대로 약하거나 약한 통화는 불규칙하게 변동하거나 다른 통화에 비해 가치가 하락할 것으로 예상되는 통화이다. 부드러움은 일반적으로 취약한 법적 제도 및 정치적 또는 재정적 불안정의 결과이다. 또한 정크화폐(junk currency)는 연화(soft currency)에 비해 신뢰도가 낮고 통화 가치도 매우 낮다. 이들 국가는 항상 급격한 가치 하락을 경험한다.

## 같이 보기
- 불환지폐
- 금보유고
- 금본위제
- 은본위제
- 준비 통화
- 대체통용화폐